# 史蒂夫·亨森
史蒂文·迈克尔·亨森（英語：Steven Michael Henson，1968年2月2日—），美国NBA联盟前职业篮球运动员。他在1990年的NBA选秀中第2轮第44顺位被密尔沃基雄鹿选中。